# هيبت جهان خانملو (أنجيرلو)
هیبت جهان خانملو (بالفارسية: هیبت جهان خانملو) هي مستوطنة تقع في إيران في قسم أنجیرلو الريفي. يقدر عدد سكانها بـ 112 نسمة .